# Grand Prix automobile de Tunisie 1932
Le Grand Prix automobile de Tunisie 1932 (IV Grand Prix de Tunisie) est un Grand Prix qui s'est tenu sur le circuit de Carthage le 3 avril 1932 et disputé par deux classes : les véhicules de plus de 1 500 cm3 et les véhicules de moins de 1 500 cm3.
Achille Varzi, au volant d'une Bugatti privée, remporte la course de 37 tours devant son collègue Marcel Lehoux, tandis que Philippe Étancelin, au volant d'une Alfa Romeo, prend la troisième place. Les principaux pilotes de la classe voiturette sont Louis Joly, Pierre Veyron et Luigi Castelbarco.

## Grille de départ
| 1re ligne | Pos. 3              | Pos. 2               | Pos. 1                |
| --------- | ------------------- | -------------------- | --------------------- |
|           | Fagioli Maserati    | Wimille Bugatti      | Lehoux Bugatti        |
| 2e ligne  | Pos. 6              | Pos. 5               | Pos. 4                |
|           | Czaykowski Bugatti  | Étancelin Alfa Romeo | Dreyfus Maserati      |
| 3e ligne  | Pos. 9              | Pos. 8               | Pos. 7                |
|           | Varzi Bugatti       | Siena Alfa Romeo     | De Maleplane Maserati |
| 4e ligne  | Pos. 12             | Pos. 11              | Pos. 10               |
|           | Gaupillat Bugatti   | Chiron Bugatti       | Von Morgen Bugatti    |
| 5e ligne  | Pos. 15             | Pos. 14              | Pos. 13               |
|           | Castelbarco Bugatti | Gallay Bugatti       | Eberhardt Bugatti     |
| 6e ligne  | Pos. 18             | Pos. 17              | Pos. 16               |
|           | Ozannat Bugatti     | Veyron Maserati      | Rose-Itier Bugatti    |
| 7e ligne  | Pos. 21             | Pos. 20              | Pos. 19               |
|           | Scaron Amilcar      | Mareuse Bugatti      | Joly Maserati         |

## Classement de la course

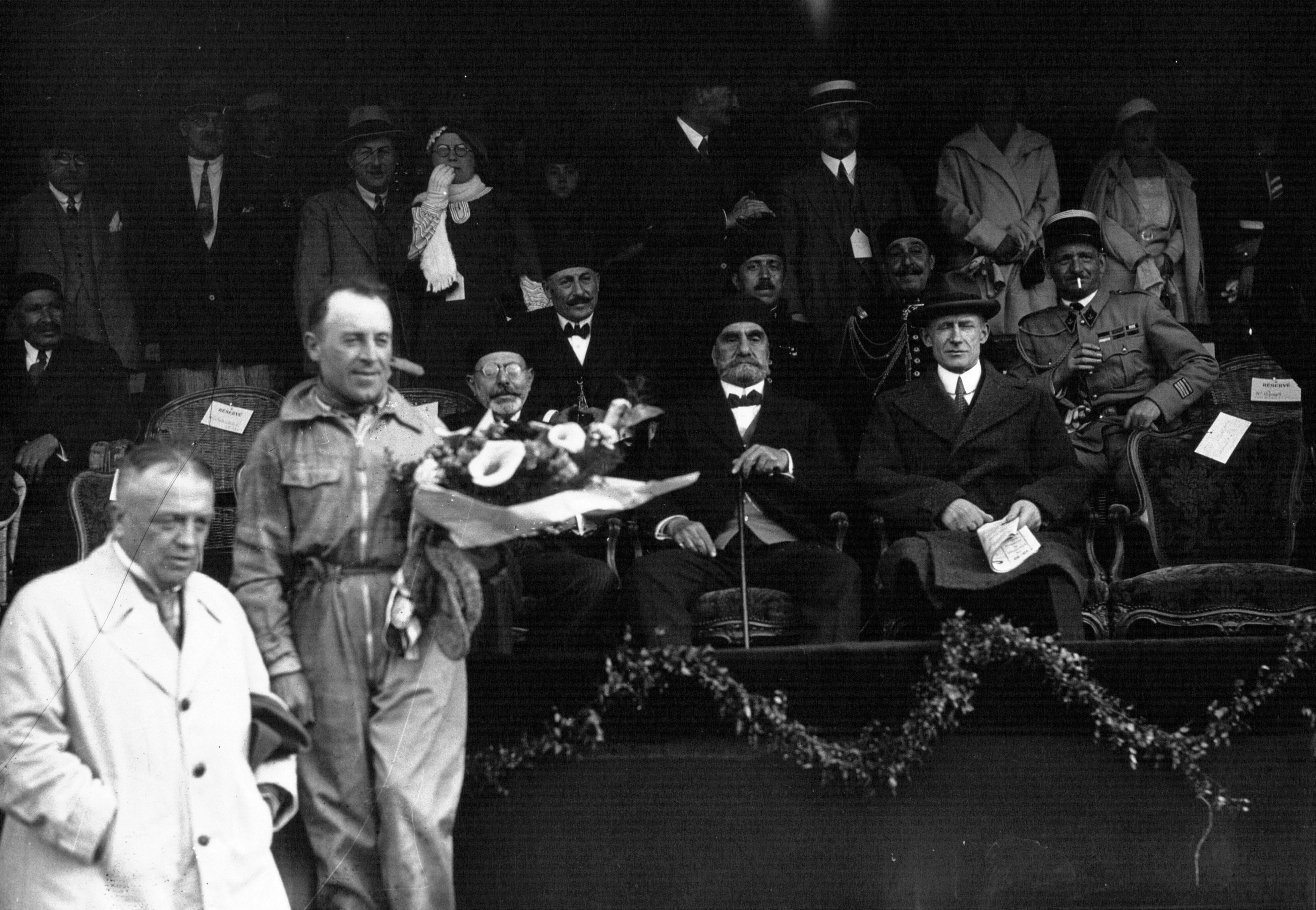
Remise du second prix à Marcel Lehoux par Ahmed II Bey.

| Pos. | no | Pilote                      | Écurie                    | Châssis            | Tours | Temps/Abandon                              | Grille |
| ---- | -- | --------------------------- | ------------------------- | ------------------ | ----- | ------------------------------------------ | ------ |
| 1    | 18 | Achille Varzi               | Privé                     | Bugatti Type 51    | 37    | 3 h 14 min 18 s (145,3 km/h)               | 9      |
| 2    | 2  | Marcel Lehoux               | Privé                     | Bugatti Type 54    | 37    | + 2 min 56 s                               | 1      |
| 3    | 10 | Philippe Étancelin          | Privé                     | Alfa Romeo Monza   | 37    | + 4 min 7 s                                | 5      |
| 4    | 16 | Eugenio Siena               | Scuderia Ferrari          | Alfa Romeo Monza   | 37    | + 5 min 40 s                               | 8      |
| 5    | 12 | Stanisław Czaykowski        | Privé                     | Bugatti Type 51    | 37    | + 7 min 0 s                                | 6      |
| 6    | 22 | Louis Chiron                | Privé                     | Bugatti Type 51    | 37    | + 10 min 24 s                              | 11     |
| 7    | 8  | René Dreyfus                | Officine Alfieri Maserati | Maserati 8C 2800   | 37    | + 13 min 31 s                              | 4      |
| 8    | 14 | Jean de Maleplane           | Privé                     | Maserati Tipo 26 M | 37    | + 18 min 37 s                              | 7      |
| 9    | 44 | Louis Joly                  | Privé                     | Maserati Tipo 26   | 37    | 3 h 34 min 32 s (131,6 km/h) + 20 min 14 s | 19     |
| 10   | 38 | Pierre Veyron               | Privé                     | Maserati Tipo 26   | 37    | + 22 min 57 s                              | 17     |
| 11   | 30 | Luigi Castelbarco           | Privé                     | Bugatti Type 51A   | 37    | + 24 min 38 s                              | 15     |
| 12   | 48 | José Scaron                 | Privé                     | Amilcar MCO        | 37    | + 31 min 52 s                              | 21     |
| 13   | 36 | Mme Anne Rose-Itier         | Privé                     | Bugatti Type 37A   | 35    | + 2 tours                                  | 16     |
| 14   | 46 | Mme Marguerite Mareuse      | Privé                     | Bugatti Type 37A   | 34    | + 3 tours                                  | 20     |
| Abd. | 32 | Rudolf Eberhardt            | Privé                     | Bugatti Type 37A   | 27    | Freins                                     | 13     |
| Abd. | 6  | Luigi Fagioli               | Officine Alfieri Maserati | Maserati 8C 2800   | 15    | Suralimentation                            | 3      |
| Abd. | 40 | Claude Ozannat              | Privé                     | Bugatti Type 37A   | 15?   |                                            | 18     |
| Abd. |    | Jean-Pierre Wimille         | Privé                     | Bugatti Type 54    | 15    | Pression d'huile, freins                   | 2      |
| Abd. | 20 | Heinrich-Joachim von Morgen | Privé                     | Bugatti Type 54    | 11    | Freins                                     | 10     |
| Abd. | 34 | Jean Gallay                 | Privé                     | Bugatti Type 37A   | 11    | Surchauffe                                 | 14     |
| Abd. | 24 | Jean Gaupillat              | Privé                     | Bugatti Type 51    | ?     |                                            | 12     |
| Np.  | 26 | Charles Jellen (de)         | Privé                     | Bugatti Type 35B   |       | Non partant                                |        |
| Np.  | 28 | Clemente Biondetti          | Privé                     | MB-Spéciale        |       | Non partant                                |        |
| Np.  |    | Jean d'Hiercourt            | Privé                     | Maserati Tipo 26 C |       | Non partant                                |        |

- Légende : Abd. = Abandon - Np. = Non partant.

## Pole position et record du tour
- Pole position :  Marcel Lehoux (Bugatti) par tirage au sort.
- Meilleur tour en course :  Louis Chiron (Bugatti) en 5 min 3 s (151,06 km/h).